# 스톡홀름 증후군
스톡홀름 증후군은 인질이 범인에게 동조하고 감화되는 비이성적인 심리 현상이다. 피해자가 가해자를 변호하는 현상이며, 인질이 아니더라도 일부 매맞는 배우자나 가족의 일원, 학대받는 아이들도 이와 유사한 심리 상태를 나타낸다고 한다. 반대로 리마 증후군은 범인이 인질에게 동화되는 심리 현상이다.

## 용어의 기원
이 용어는 1973년 8월 23일부터 8월 28일까지 스톡홀름 노르말름스토리(Norrmalmstorg)의 크레디트반켄(Kreditbanken) 은행을 점거하고 은행 직원을 인질로 잡았던 노르말름스토리 사건에서 이름을 따왔다. 인질들은 범인들에게 정서적으로 가까워졌고, 6일 동안 인질로 잡혔다가 풀려났을 때에는 인질범들을 옹호하는 발언도 했다. 범죄학자이자 심리학자인 닐스 베예로트(Nils Bejerot)가 뉴스 방송 중에 이 현상을 설명하면서 처음으로 ‘스톡홀름 증후군’이라는 용어를 썼다.

## 유명한 사례
- 미국의 언론 재벌 허스트 가문의 큰 딸 패티 허스트는 19세이던 1974년 2월 급진적 좌파 도시 게릴라 공생해방군(共生解放軍, Symbionese Liberation Army)에 납치되었으나, 납치범에게 감화되어 2개월 뒤 공생해방군의 샌프란시스코 은행 습격에 적극적으로 가담했다. 패티 허스트가 1975년 9월에 체포되었을 때, 변호사들은 패티 허스트가 스톡홀름 증후군 때문에 범죄에 가담했다고 주장했으나 받아들여지지 않았다. 1979년 2월에 지미 카터 대통령이 형량을 줄여주었고, 2001년 1월에는 빌 클린턴 대통령에게 사면을 받았다.
- 엘리자베스 스마트라는 소녀는 정신이상자에게 납치되어 2002년부터 2003년까지 성적 학대를 당하고 부인 행세를 하도록 강요당했다. 스마트는 유타주 솔트레이크 시에서 여러 달 동안 범인과 노숙을 했는데, 이 기간 동안 신체적 구속이 전혀 없는 상태였는데도 도망가지 않고 계속 범인과 같이 생활해 왔다.

## 분석
FBI에 따르면 FBI 데이터베이스에 조사된 95%의 인질들은 스톡홀름 증후군의 징후를 전혀 보이지 않는다고 한다. 

## 문화

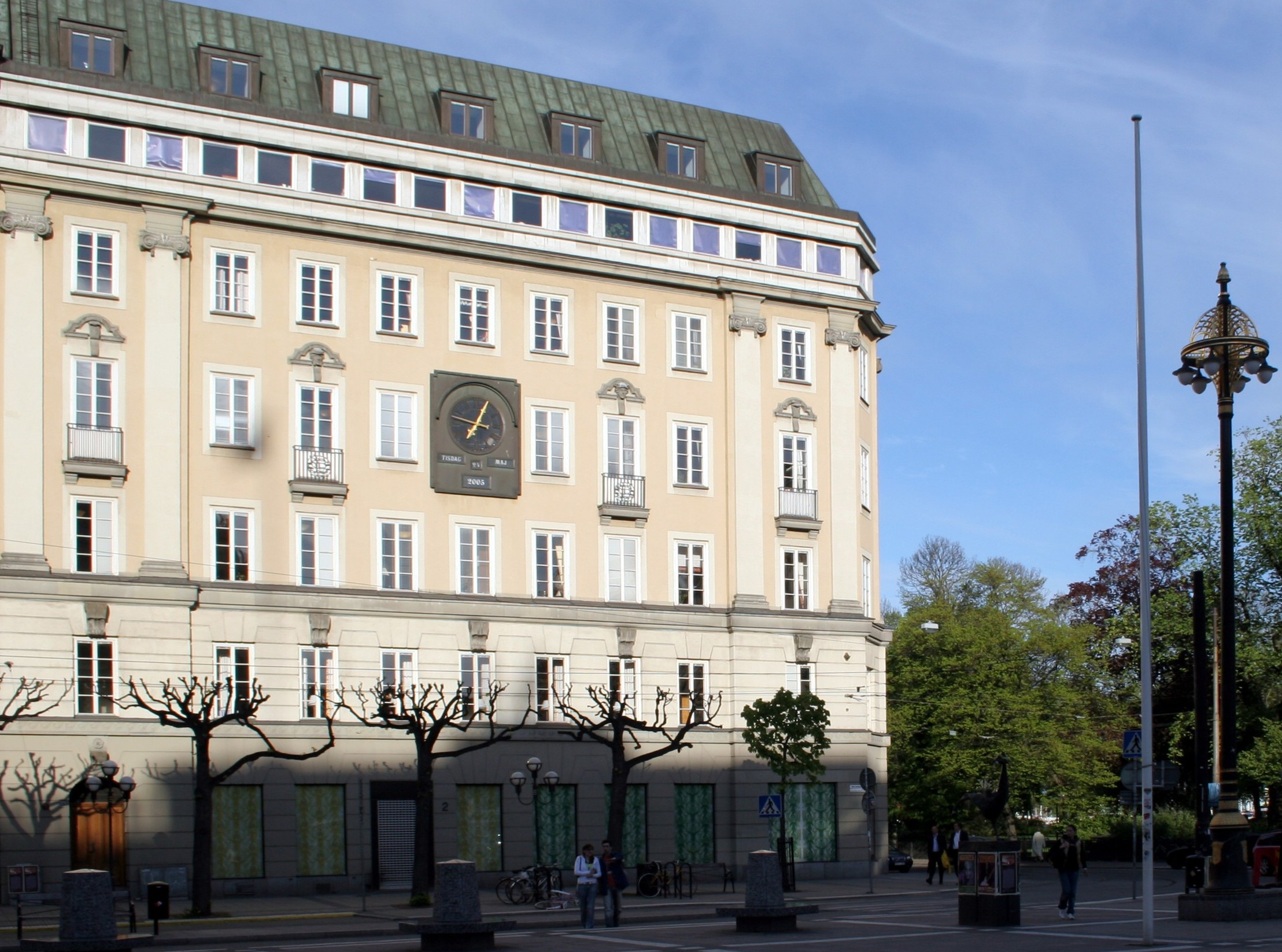

- 영국의 밴드 그룹 뮤즈는 2003년 Stockholm syndrome이라는 노래를 발표했다.
- 미국의 밴드 그룹 blink-182는 2003년 "Stockholm syndrome"라는 노래를 앨범 'blink-182'에 수록했다.
- 영국의 5인조 그룹 One Direction은 2014년 "Stockholm syndrome'라는 노래를 'Four'라는 앨범에 수록했다.

## 같이 보기
- 공황장애
- 폐쇄공포증
- 리마 증후군

### 내용주
1. ↑  영어: Stockholm syndrome 스톡홀름 신드롬[*]
스웨덴어: Stockholmssyndromet 스톡홀름쉰드로메트[*]

### 참조주
1. ↑  박혜선. 가해자에게 연민 느끼는 ‘스톡홀름 증후군’이란?[깨진 링크(과거 내용 찾기)]. 하이닥. 2014년 5월 26일.
2. ↑  리마 증후군 “인질에 대한 동정심…스톡홀름 증후군과 정 반대”. 매일신문. 2013년 11월 5일.